# Ian Carnochan
Knox, egentligen Ian Milroy Carnochan, född 4 september 1945 i Cricklewood i Barnet i London, är en brittisk musiker. Han grundade ett av Storbritanniens första punkband, The Vibrators, och har dessutom spelat med mindre kända band som Fallen Angels och Urban Dogs. Därutöver har han samarbetat med en stor skara av den brittiska punkens elit. Knox spelar gitarr, sjunger och skriver låtar.  
Knox är dessutom en erkänd konstnär och är speciellt uppmärksammad för sina porträtt av musiker. Än i dag är han aktiv inom The Vibrators. 

## Biografi - musiken

### 1970-talet - från pubrock till punk
Knox föddes 1945 i London. Redan som 13-åring började han spela gitarr och var aktiv i olika grupper. Två av hans tidigaste grupper var The Renegades (inte att förväxla med Birmingham-gruppen The Renegades, vars låt, "Cadillac", Hep Stars gjorde en version av) och Knox and the Knight Ryders. Efter att han en tid koncentrerat sig på sina konststudier, återvände Knox till musiken. Mellan 1972 och 1976 var han aktiv inom en uppsjö av olika grupper, främst Despair. De spelade mest covers på gamla pubrock-låtar, men från och med år 1975 började också Knox egna kompositioner dyka upp i repertoaren. 
År 1976 exploderade punken i England. Knox' raka och okonstlade låtar passade plötsligt som hand i handske i musikvärlden, och tillsammans med basisten Pat Collier, gitarristen John Ellis och trummisen Eddie ? grundade han The Vibrators. I det skedet var det egentligen bara The Damned och Sex Pistols som spelade punk i landet. The Vibrators upptäcktes av en bredare publik på den i dag legendariska 100 Club Punk Rock Festival. 
Gruppen upplevde en hektisk tid under de två följande åren, den brittiska punkens gyllene tid. Turnéer med Iggy & The Stooges och Ian Hunter följde, liksom två LP-skivor och några medlemsbyten. The Vibrators förblev trots det i skuggan av grupper som The Sex Pistols, The Damned och The Clash. Knox själv har förklarat det med att de inte var intresserade av den självdestruktiva livsstil som många av de stora punkbanden lade sig till med - och därmed inte var tillräckligt mediasexiga. På senare år har åter en större publik upptäckt bandet. I och med att punkens så kallade andra våg lade sig år 1978, splittrades eller omformades många tidiga punkband, med dem The Vibrators.

### Solokarriär och återförening
Knox beslöt sig 1978 för att satsa på solokarriär - en karriär som inte fick luft under vingarna förrän en bra bit in på 1980-talet. År 1981 spelade han gitarr på Robyn Hitchcocks soloalbum  Black Snake Diamond Role tillsammans med medlemmar ur post-punk-gruppen Soft Boys - och återförenades 1982 med The Vibrators. Bandet har sedan dess varit aktiva med en mängd olika musiker - men alltid med Knox som frontfigur. 
Det hindrade honom ändå inte att syssla med andra projekt vid sidan om. År 1983 släpptes hans första soloalbum, Plutonium Express. 1982 grundade Charlie Harper från UK Subs bandet Urban Dogs, eftersom han ville spela oftare på 100 Club än resten av sina bandmedlemmar. Knox ställde gärna upp som sångare. Urban Dogs släppte två skivor i mitten av 1980-talet, men splittrades år 1985 då medlemmarna drog åt olika håll musikaliskt. Bandet väckte ändå en hel del uppmärksamhet, men minns kanske mest för en av sina sista konserter, då de var tvungna att byta trummis två gånger - den första kunde inte spela och den andra var så full så att han föll av pallen. 
Under samma tid grundade Knox också gruppen Fallen Angels. Det projektet kom till då Vibrators hade en paus och Knox ville spela in en del av det material han hade i sin skrivbordslåda. Urban Dogs manager, Richard Bishop, fungerade också som en av glamrockarna Hanoi Rocks managers. Hanoi Rocks råkade också ha några veckor ledigt, så bandets rytmsektion fick fungera som bakgrundsband för Knox - då under namnet Fallen Angels. Senare samlade Knox ihop ett gäng andra musiker för att spela in ytterligare två skivor med Fallen Angels. 
På 2000-talet har The Vibrators gett ut flera studioskivor och en platta med gamla låtar. År 2002 blev Knox ombedd att spela i ett band vid namn Dolls, lett av plastikkirurgi-ikonen Cindy Jackson, men det bandet sprack efter att Jackson tappade intresset. Knox spelar nu också solo som singer/songwriter. Han samarbetar också med Bill Hurley och country-gruppen Trailer Trash Orchestra.

## Konsten och författandet
Knox studerade konst i Watford och West of England under slutet av 1960- och början av 1970-talet. Speciellt fattade han tycke för måleri, inspirerad av artister som Peter Blake, Salvador Dalí, Andy Warhol och Ruskin Spear. Hans favoritmotiv är porträtt och landskap, även om han har målat en del stilleben och experimenterat med mer abstrakta former. Knox är speciellt känd för sina porträtt av musiker, bland annat Joe Strummer, Joey Ramone och Sid Vicious. Ett annat favoritmotiv är Leatherface från filmen The Texas Chainsaw Massacre, som återkommer genom hela hans produktion. Han hade även en period då han bara avbildade hästar. 
Vid sidan av måleriet skriver Knox sci-fi- och skräckhistorier. År 2007 skrev han på sin första roman. Han har också skrivit en bok om The Vibrators. Som inspirationer nämner han på sin webbsida bland annat Ray Bradbury, Larry Niven, Isaac Asimov och Stephen King.

## Knox grupper
- The Renegades
- Knox and the Knight Ryders
- Despair
- The Vibrators
- Urban Dogs
- Fallen Angels
- Dolls
- Trailer Trash Orchestra

## Diskografi
- Pure Mania (The Vibrators, 1977)
- V2 (The Vibrators, 1978)
- Guilty (The Vibrators, 1982)
- Urban Dogs (Urban Dogs, 1983)
- Plutonium Express (Solo, 1983)
- Alaska 125 (The Vibrators, 1984)
- Fallen Angels (Fallen Angels, 1984)
- Fifth Amendment (The Vibrators, 1985)
- No Pedigree (Urban Dogs, 1985)
- Vibrators Live (The Vibrators, 1986)
- In Loving Memory (Fallen Angels, 1986)
- Recharged (The Vibrators, 1988)
- Meltdown (The Vibrators, 1988)
- Vicious Circle (The Vibrators, 1989)
- Wheel of Fortune (Fallen Angels, 1989)
- Volume Ten (The Vibrators, 1990)
- Power of Money (The Vibrators, 1993)
- Demos 7677 (The Vibrators, 1994)
- Hunting For You (The Vibrators, 1994)
- Unpunked (The Vibrators, 1996)
- French Lessons With Corrections, 1997)
- Wipeout Beach (Urban Dogs, 1998)
- Buzzin' (The Vibrators, 1999)
- Noise Boys (The Vibrators, 2000)
- BBC Punk Sessions (The Vibrators, 2000)
- Live at the Nashville 77 (The Vibrators, 2001)
- Black Snake Diamond Role (Robyn Hitchcock, 2001)
- Live at the CBGB's (The Vibrators, 2002)
- Energize (The Vibrators, 2002)
- Punk Rock Rarities (The Vibrators, 2003)
- Punk: The Early Years (The Vibrators, 2006)